# 長野県道422号羽毛山大日向線
長野県道422号羽毛山大日向線（ながのけんどう422ごう はけやまおおひなたせん）は、長野県東御市を通る一般県道。

## 概要

### 路線データ
- 起点：東御市羽毛山（長野県道81号丸子東部インター線交点）
- 終点：東御市大日向（長野県道40号諏訪白樺湖小諸線交点）

## 通過する自治体
- 東御市

## 交差・接続する道路
- 長野県道81号丸子東部インター線 - 東御市羽毛山（起点）
- 長野県道167号丸子北御牧東部線 - 東御市羽毛山
- 長野県道40号諏訪白樺湖小諸線 - 東御市大日向（終点）